# Sakanshah
Sakanshah (Persiano medio: Sagān-šāh, "Re dei Saka") era il titolo utilizzato dai sovrani e dai governatori dei regni del Sakastan e del Turan sin dalla dominazione Indo-partica. Successivamente, sotto il regno del sovrano sasanide Peroz I, il titolo fu abolito.